# 廖芷晴
廖芷晴（1985年01月16日—），畢業於私立中國醫藥大學藥用化妝品學系、國立臺灣大學藥學系研究所碩士。

## 獎項
- 2018亞洲小姐台灣區亞軍

## 影視作品

### 參賽片
- 國際影展參賽片 - 聾夜

### 電影
- 國片《獨一無二》演出

### 電視
- 北京衛視、江蘇衛視《但願人長久》飾演：朱蓮

### 微電影
- 華航《預訂心意》系列微電影 - 情人心機

## 廣告
- 肯德基-金黃薄脆雞
- BenQ 三坪機
- ZEBRA斑馬換芯筆
- 紐約家具設計中心
- 黑人牙膏
- 光泉乳香世家
- 桂冠微波食品
- 東元液晶電視
- LA NEW認真系列
- 艾杜紗高機能礦物BB霜
- 光泉低脂鮮乳
- 微笑MIT-台灣製品
- 富邦人壽
- 五股家具展

## 節目通告
- 《國光幫幫忙》來賓
- 《綜藝大集合》來賓
- 《周末新聞追追追》
- 《繞著地球跑》
- 《大娛樂家》-墾丁旅遊介紹主持人(與小炳搭檔)
- 《天黑請閉眼》來賓
- 《至尊百家樂》來賓
- 《新聞夜總會》來賓
- 《新聞挖挖哇》來賓
- 《有話好說》來賓
- 《超級大老婆》來賓
- 《康熙來了》節目錄影
- 《全民星攻略》來賓

## 外部連結
- 廖芷晴 Felia的Facebook專頁
- 廖芷晴 Felia的Instagram帳戶